# Astragalus fursei
Astragalus fursei är en ärtväxtart som beskrevs av Dieter Podlech. Astragalus fursei ingår i släktet vedlar, och familjen ärtväxter. Inga underarter finns listade i Catalogue of Life.